# Blaudes et Coëffes
 (novembre 2012).
Si vous disposez d'ouvrages ou d'articles de référence ou si vous connaissez des sites web de qualité traitant du thème abordé ici, merci de compléter l'article en donnant les références utiles à sa vérifiabilité et en les liant à la section « Notes et références ».

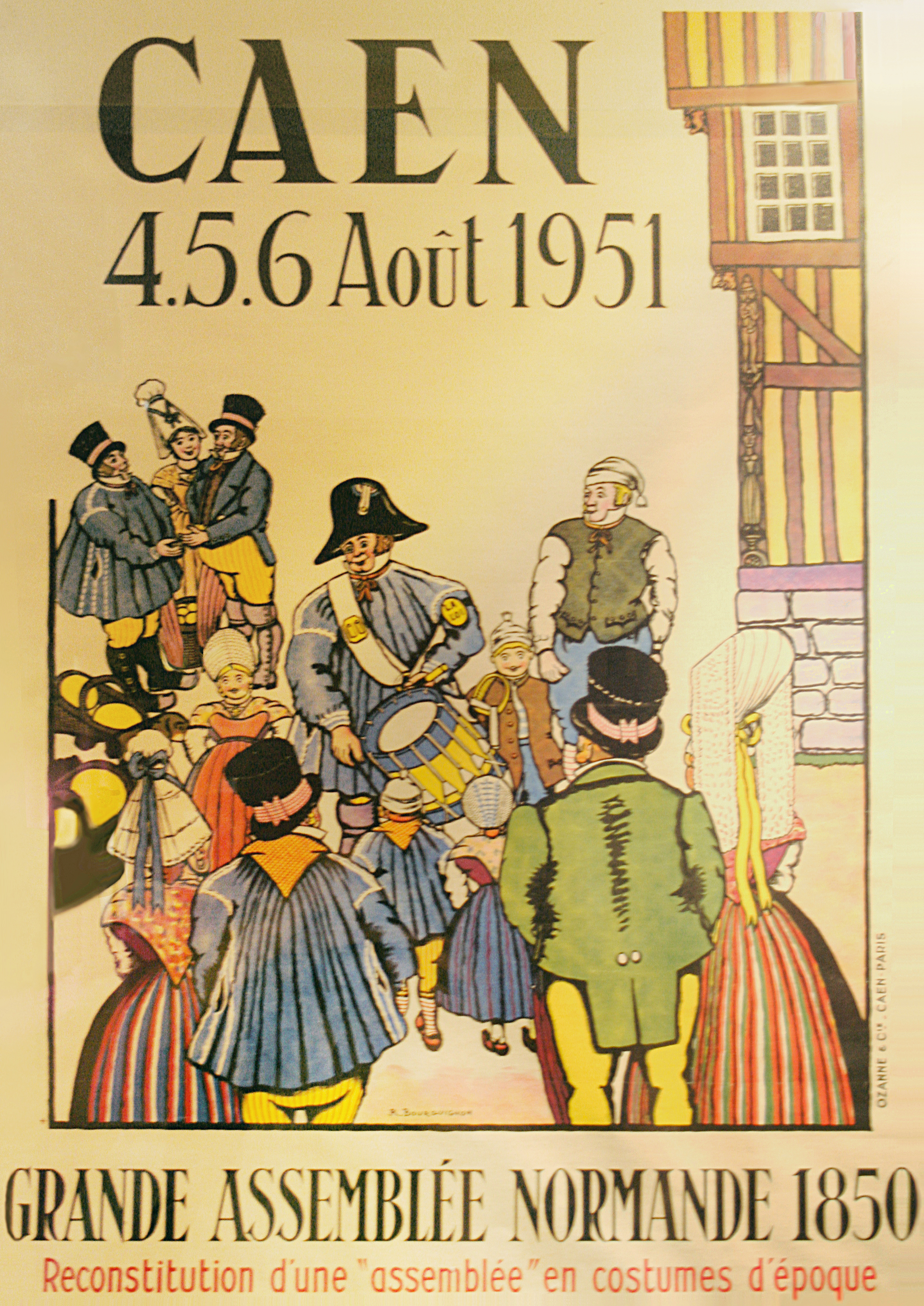
Affiche pour l'assemblée normande d'août 1951.

Blaudes et Coëffes de Caen est un groupe de folklore normand créé en 1942, par Édouard Colin et  Jeanne Messager, sous forme d'une activité au sein du tout nouvel Office Municipal pour la Jeunesse, puis en association en 1947.Leurs contributions aux recherches dans le domaine du folklore de notre province représente certainement un apport important à la connaissance de ce patrimoine, et beaucoup de groupes aujourd’hui se réfèrent implicitement ou non à leur travail.
Le groupe travaille donc sur des thèmes de la culture normande allant des chansons des Vaux de Vire du XVème siècle jusqu’à une présentation de danse de l’époque 1900.
Le groupe Blaudes et Coëffes actuel continue à œuvrer dans le même esprit de recherches multiples. Le folklore, étymologiquement défini comme « science du peuple », est considéré ici comme « savoir », « culture » du peuple et aborde donc de nombreux sujets, la danse, le chant, les coutumes, les costumes, les parlers, la tradition orale, les contes et les légendes, l’histoire, les techniques, etc…
La présentation de Blaudes et Coëffes de Caen tente de rendre compte de cette variété. L’ensemble vous invite à un voyage dans le folklore de Normandie à travers le temps, à travers l’espace, à travers les activités et les milieux sociaux.

## Répertoire
Blaudes et Coëffes emprunte à différentes époques et illustre plusieurs aspects de la Normandie :
- la Normandie « traditionnelle » : 1800-1850 ;
- la moisson au XIXe siècle ;
- le bal de noces 1900.

C’est ainsi une centaine de costumes, robes aux couleurs chatoyantes ou plus sobres en fin de XIXe siècle, coiffes légères et fragiles ou bonnettes, habits de fête ou blaudes (blouses portées par les hommes) traditionnelles qui sont portées à chaque présentation.

## Recherches et publications
Certains membres du groupe effectuent régulièrement des recherches. Des Cahiers de Blaudes et Coëffes paraissent de temps à autre afin de présenter ces travaux sur différents thèmes :
- carambole, pirli et autres jeux en Normandie ;
- chants et danses des petits normands ;
- les coiffes à "rencontre" du Calvados ;
- comptines Enfantines et autres diries utilisées en Normandie.

Par ailleurs, le groupe participe aux travaux de la Fédération Folklorique Normandie Maine, notamment à l'enregistrement d'un CD de chansons normandes : Reflets Chantés. 2012.

## Liens